# 흐비도우레시

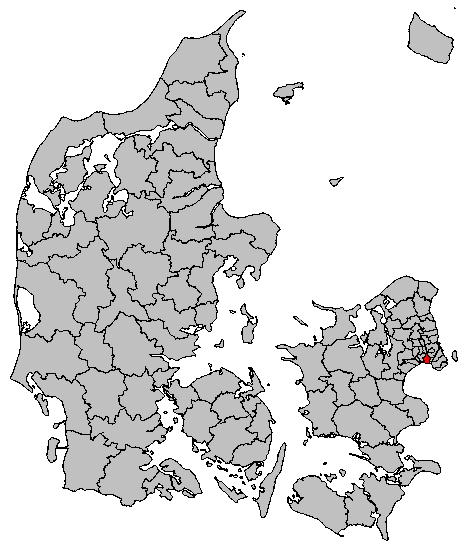
흐비도우레시의 위치

흐비도우레시(덴마크어: Hvidovre Kommune)는 덴마크 수도 지역에 위치한 지방 자치체이다. 덴마크 동부 셸란섬에 위치하며 면적은 24.85km2, 인구는 52,027명(2014년 4월 1일 기준), 인구 밀도는 2,100명/km2이다.

## 자매 도시
- 스웨덴 솔렌투나시
- 핀란드 투술라
- 노르웨이 오페고르